# 嘉山幹一
嘉山 幹一（かやま かんいち、1872年6月18日（明治5年5月13日） - 1940年（昭和15年）5月7日）は、明治から昭和時代前期の司法官。大審院判事。

## 経歴
嘉山昆篤の長男としてのちの静岡県に生まれ、1904年（明治37年）5月、家督を相続する。1895年（明治28年）7月、帝国大学法科大学を卒業し、1897年（明治30年）5月、高崎区裁判所判事に任じる。ついで高崎地方裁判所、東京区裁判所、同地方裁判所各判事、同裁判所部長、同控訴院判事を経て、1912年（明治45年）2月、大審院判事に進んだ。1913年（大正2年）2月、会計検査官懲戒裁判所予備裁判官を兼任した。のち大審院部長や万国海法会委員を務めた。ほか、日本大学や明治大学にて刑法講座を担当した。

## 栄典
- 1926年（大正15年）5月1日 - 正四位[4]